# Arco (topologia)
In matematica, un arco (o cammino) in uno spazio topologico {\displaystyle X} è una funzione continua dall'intervallo unitario {\displaystyle I=[0,1]} in {\displaystyle X}.
Gli archi sono alla base della definizione del gruppo fondamentale, e quindi della topologia algebrica.

## Definizioni
Il punto iniziale dell'arco è {\displaystyle f(0)}, mentre il punto finale è {\displaystyle f(1)}. Se {\displaystyle x} e {\displaystyle y} sono due punti di {\displaystyle X} (anche coincidenti), un "arco da {\displaystyle x} a {\displaystyle y}" è un arco in {\displaystyle X} il cui punto iniziale è {\displaystyle x} e il cui punto finale è {\displaystyle y}. Se {\displaystyle x=y}, si parla di cammino chiuso, o di cappio o di laccio.
Notiamo che un arco non è solamente un sottoinsieme di {\displaystyle X}, ma una funzione da {\displaystyle I} in {\displaystyle X}: possono esistere archi diversi ma con lo stesso punto iniziale e finale e con la stessa immagine. 
Uno spazio topologico in cui per ogni coppia {\displaystyle x} e {\displaystyle y} di punti esiste un arco avente questi come punti iniziale e finale è detto connesso per archi; poiché ogni punto è contenuto in un massimo sottospazio connesso per archi, ogni spazio topologico può essere decomposto in modo unico in componenti connesse per archi. L'insieme delle componenti connesse per archi di {\displaystyle X} viene denotato con il simbolo {\displaystyle \pi _{0}(X)}.

## Composizione
Due archi {\displaystyle f} e {\displaystyle g} di {\displaystyle x} tali che {\displaystyle f(1)=g(0)} possono essere composti, dando luogo ad un nuovo arco {\displaystyle h=f\ast g}, che può essere visto come l'arco ottenuto percorrendo prima {\displaystyle f} e poi {\displaystyle g}: formalmente, {\displaystyle h} è la funzione da {\displaystyle [0,1]} a {\displaystyle X} tale che
{\displaystyle h(s)={\begin{cases}f(2s)&0\leq s\leq {\frac {1}{2}}\\g(2s-1)&{\frac {1}{2}}\leq s\leq 1.\end{cases}}}.
Questa operazione non è associativa: infatti, {\displaystyle (f\ast g)\ast h} e {\displaystyle f\ast (g\ast h)} hanno lo stesso supporto, ma viaggiano a "velocità diverse": la prima percorre {\displaystyle f} in un tempo ¼, quindi {\displaystyle g} in un altro ¼, e {\displaystyle h} in tempo 1/2; la seconda invece percorre {\displaystyle f} in tempo {\displaystyle 1/2} e le altre due ciascuna in tempo {\displaystyle 1/4}.
Per risolvere questo problema si introduce la relazione di equivalenza omotopica tra archi, che permette tra l'altro di riparametrizzare gli archi. L'insieme dei cammini chiusi con punto iniziale {\displaystyle x_{0}}, modulo omotopia, è chiamato gruppo fondamentale di {\displaystyle X} con base {\displaystyle x_{0}}, ed è denotato con {\displaystyle \pi _{1}(X,x_{0})}; se {\displaystyle X} è connesso per archi allora la classe di isomorfismo di questo gruppo non dipende dal punto {\displaystyle x_{0}} scelto.